# Christian Oker-Blom den äldre

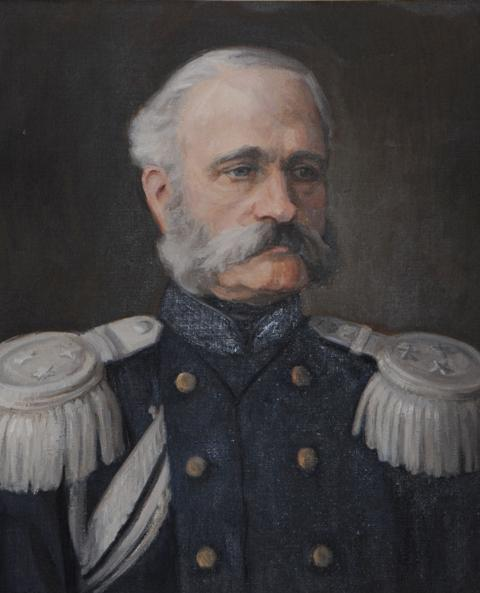
Christian Theodor Oker-Blom.

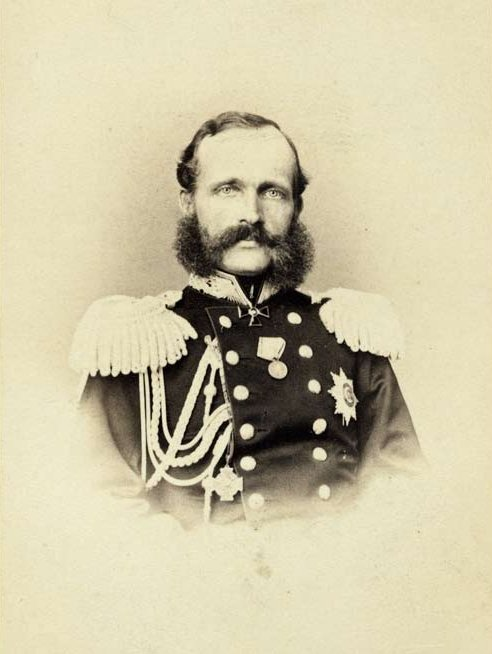
Christian Oker-Blom.

Christian Theodor Oker-Blom (Åkerblom), född 7 augusti 1822 i Sordavala, död 9 augusti 1900 i Viborg, var en finländare som gjorde karriär i den ryska armén, där han uppnådde graden av general. Han adlades 1865, tog namnet Oker-Blom och introducerades följande år i Finlands riddarhus som adelssläkt nr 239. Till valspråk för släkten valde han Oma toimi Luojan apu (Egen flit Skaparens hjälp). Han fungerade åren 1866–1882 som guvernör för Viborgs län och utsågs därefter till senator (1882–1891). Han fungerade även som tf generalguvernör för Finland under en av generalguvernör Heidens ledigheter. Efter pensioneringen fortsatte han att som skribent uttala sig i samhälleliga frågor. Militärfrågor hörde under hela karriären till hans speciella kompetensområde och han spelade en framträdande roll då värnplikten infördes i Finland.

## Militär karriär
Christian Åkerblom var son till kaplanen och vicepastorn i Sordavala, Gustav Vilhelm Åkerblom. För Christian Åkerbloms del var det emellertid inte aktuellt att följa varken den teologiska banan eller den tjänstemannatradition som fanns i släkten. I stället sökte han sig till Finska kadettkåren i Fredrikshamn.
De som under Finlands tid som storfurstendöme utexaminerades som officerare från Finska kadettkåren hade samma möjligheter att göra karriär i Ryssland som de som hade utbildats i de bästa ryska militärskolorna. Vid 31 års ålder hade Christian Åkerblom befordrats till underkapten och han fick en kommendering till Nikolajevska generalstabsakademin. Två år senare (1855) hade han slutfört utbildningen, blivit befordrad till kapten och Krimkriget hade brutit ut. Åkerblom deltog inte i de egentliga krigshändelserna då de trupper han var knutna till sändes iväg för att säkra ryska rikets västra gränser.
År 1861 fick Christian Åkerblom en kommendering i Finland som stabschef för det som inom kort fick namnet finländska militärdistriktet. Staben för finländska militärdistriktet var en rysk myndighet och utgjorde den gemensamma staben för de ryska trupper som fanns stationerade i Finland. I sin nya befattning var Christian Åkerblom generalguvernörens närmaste man i militärfrågor.
Vid tiden då Christian Oker-Blom adlades hade han uppnått överstegrad. Han stannade därefter vid staben även om han i huvudsak skötte civila ämbeten och han befordrades under sin livstid ännu till generallöjtnant och i samband med pensioneringen till general.

## Införandet av värnplikt
Christian Oker-Bloms kompetensområde och sakkunskap koncentrerade sig främst till militära frågor. Under sin tid som stabschef för finländska militärdistriktet hade han utarbetat ett förslag till omorganisering av storfurstendömet Finlands försvarsmakt. I förslaget kritiserade han kraftigt de två bemanningssystem som för tillfället tillämpades i Finland, d.v.s. värvning och indelningsverket. Han förespråkade istället värnplikt - ett fenomen som blivit allt vanligare utomlands.
Med anledning av Tysk-franska kriget gjordes i Ryssland 1870 ett principbeslut om att där införa en ny militärordning, vilket i praktiken innebar ett avgörande steg mot värnpliktssystemet. Följande år utfärdade Alexander II ett manifest om att värnplikt också skulle införas i Finland och generalguvernören kallade samman en kommitté med uppgift att undersöka möjligheterna för att tillämpa värnpliktssystemet. Christian Oker-Blom sände generalguvernör Adlerberg sitt gamla förslag om omorganiseringen av Finlands försvarsmakt, men fick som svar att det hade förlorat sin aktualitet i de nya förhållandena. Oker-Blom fanns inte heller bland dem som Adlerberg kallade till den nybildade kommittén.
Christian Oker-Blom valde i den situationen att föra fram sin åsikt för den allmänna opinionen genom att publicera broschyren Kort öfversigt af försvarskrafternas organisation i närvarande tid. I broschyren gick han igenom hur försvarskraften var organiserad i olika, främst europeiska, länder. Liksom i sitt tidigare förslag var hans huvudlinje att värvningssystemet och indelningsverket för Finlands del var en föråldrad organisation och det alternativ han förespråkade var permanenta kärntrupper kombinerade med allmän värnplikt anpassad för finländska förhållanden.
Värnplikten var den viktigaste frågan som behandlades vid 1877 års lantdag. Christian Oker-Blom kunde i och med nobiliseringen delta som representant för adelsståndet och han var medlem i militieutskottet som förberedde värnpliktsfrågan. Lantdagen godkände slutligen införandet av värnplikt och Oker-Blom utsågs till ordförande för kommittén för värnpliktens införande.

## Samhällsengagemang
År 1882, då Christian Oker-Blom utsågs till senator och närmare bestämt till chef för militieexpeditionen i senatens ekonomiedepartement, märktes för första gången de nya politiska grupperingarna i utnämningen av senatorer. Förutom Oker-Blom utsågs samma år ledaren för den fennomanska riktningen, Georg Zacharias Forsman (fr.o.m. 1884 adlad Yrjö-Koskinen), och det liberala partiets frontfigur Leo Mechelin till senatorer. Oker-Blom räknade sig i likhet med Yrjö-Koskinen till det fennomanska partiet och de båda umgicks även privat.
I det Oker-Blomska hemmet lär speciellt frun, Julia Maria Lovisa (f. Böckelman), ha varit en varm anhängare av J.V. Snellmans läror i nationalitets- och språkfrågan. Christian Oker-Blom anammade också tanken om att det var den bildade svenskspråkiga överklassens uppgift att på det finska språket leda uppbyggandet av en stark nationalitet och nation. Den finska kulturen var det sammanbindande kittet i den fennomanska nationalitetsidén och den allmänna folkbildningen var av avgörande betydelse för hur väl det nationalistiska projektet lyckades. Oker-Blom hade före tiden som senator, i egenskap av guvernör för Viborgs län, bland annat verkat för att anlägga folkskolor. Han hade stor andel i inrättandet av Kronoborgs jordbruksskola och Kymölä seminarium. Den allmänna värnplikten uppfattades bland fennomanerna som en möjlighet att stärka banden mellan samhällsklasserna, då det tidigare tillämpade indelningsverket främst hade betungat bönderna. Det var huvudsakligen på Oker-Bloms inflytande som fennomanerna i ett tidigt skede förespråkade värnplikt.
Christian Oker-Blom återvände åtminstone periodvis i slutet av sitt yrkesverksamma liv till Ryssland. Under sina sista år i senaten utnämndes han samtidigt till ledamot i Kommittén för finska ärenden, som var knuten till det ministerstatssekretariat i S:t Petersburg som förberedde och föredrog de finska ärendena för kejsaren. I en nekrolog över Christian Oker-Blom i Finsk Militär Tidskrift framkommer att ledamotsposten i kommittén för finska ärenden var det uppdrag som tilltalade honom minst. Nekrologskribenten såg en förklaring i att Oker-Blom hade en alltför öppenhjärtig och rättfram natur för att ha anlag för diplomatiska frågor. Innan han år 1891 ansökte om pension fungerade han en tid som t.f. generalguvernör för Finland under en av greve Fjodor Heidens tjänstledigheter.

## Familj
I äktenskapet med Julia Maris Lovisa (f. Böckelman) (1832–1900) föddes barnen Aina Maria Elisabet (1852–1920), Axel Hjalmar (1856–1857), Georg Christian (1859–1892), Edgar Ferdinand 1861–1887), Maximilian (Max) Ernst Gustaf (1863–1917), Alexander Julius (1865–1888), Alfons Constantin (1868–1923) och Hjalmar Christian (1870–1937).

## Utmärkelser
- Sankt Annas orden, tredje klass,  1856[1]
- Sankt Stanislausorden, andra klassen med kejsarkrona,  1858[1]
- Sankt Annas orden, andra klass,  1860[1]
- Sankt Vladimirs orden, tredje klass,  1864[1]
- Sankt Stanislausorden, första klassen med svärd,  1866[1]
- Sankt Annas orden, första klass,  1869[1]
- Sankt Annas orden, första klass med kejsarkrona,  1873[1]
- Sankt Vladimirs orden, andra klassen,  1882[1]
- Vita örnens orden,  1885[1]

[Redigera Wikidata]